# Richard Müller (Künstler)

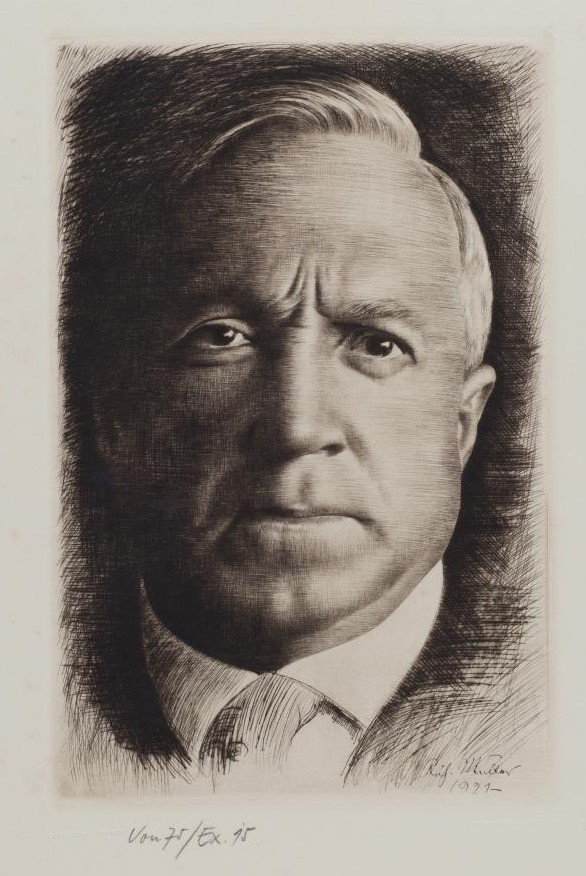
Selbstbildnis (1921)

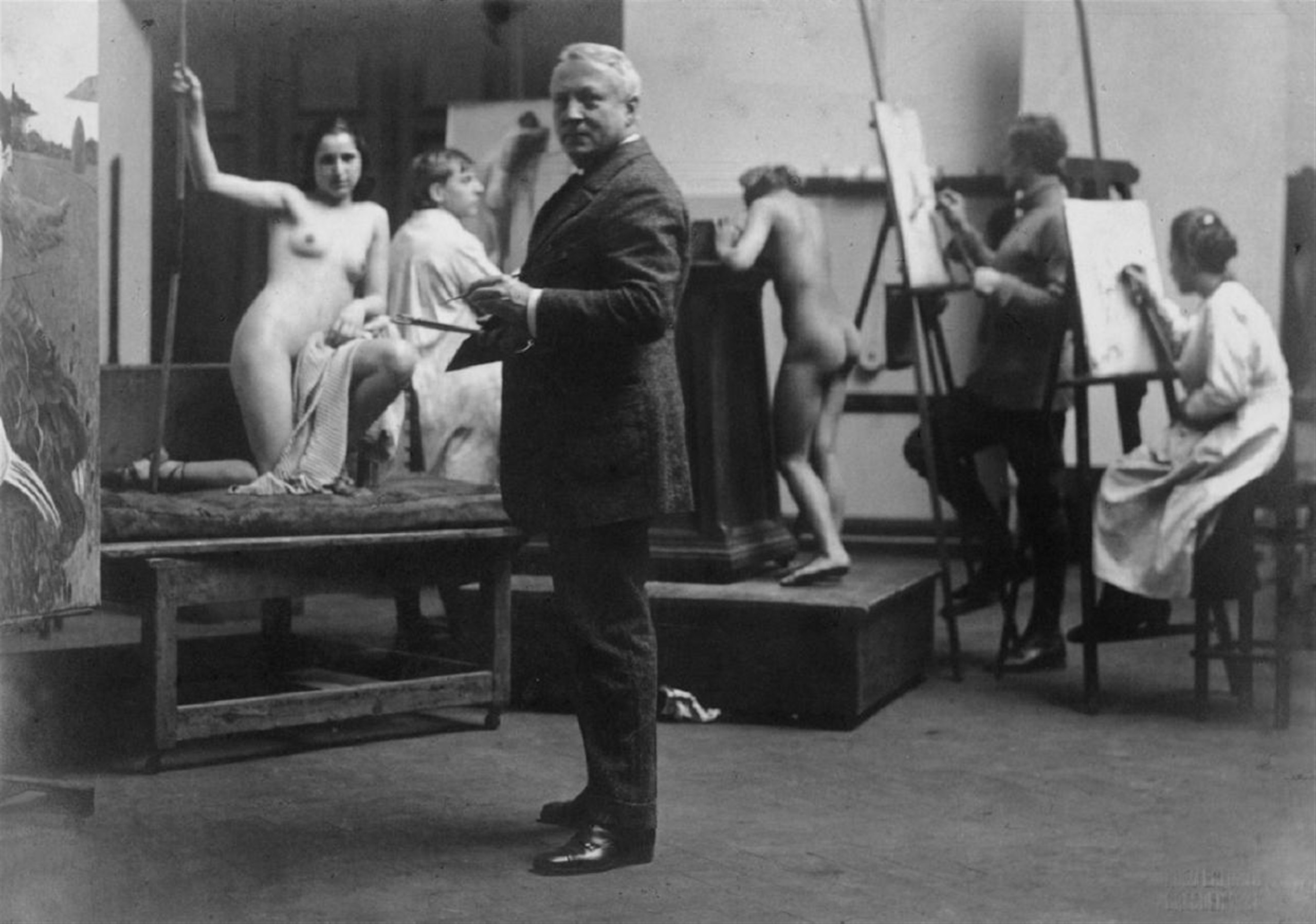
Richard Müller mit Modell im Atelier (Foto Hugo Erfurth, 1921)

Richard Müller (* 28. Juli 1874 in Tschirnitz a. d. Eger [heute Černýš, Ortsteil von Perštejn]; † 7. Mai 1954 in Dresden) war ein deutscher Maler und Grafiker.

## Leben und Werk

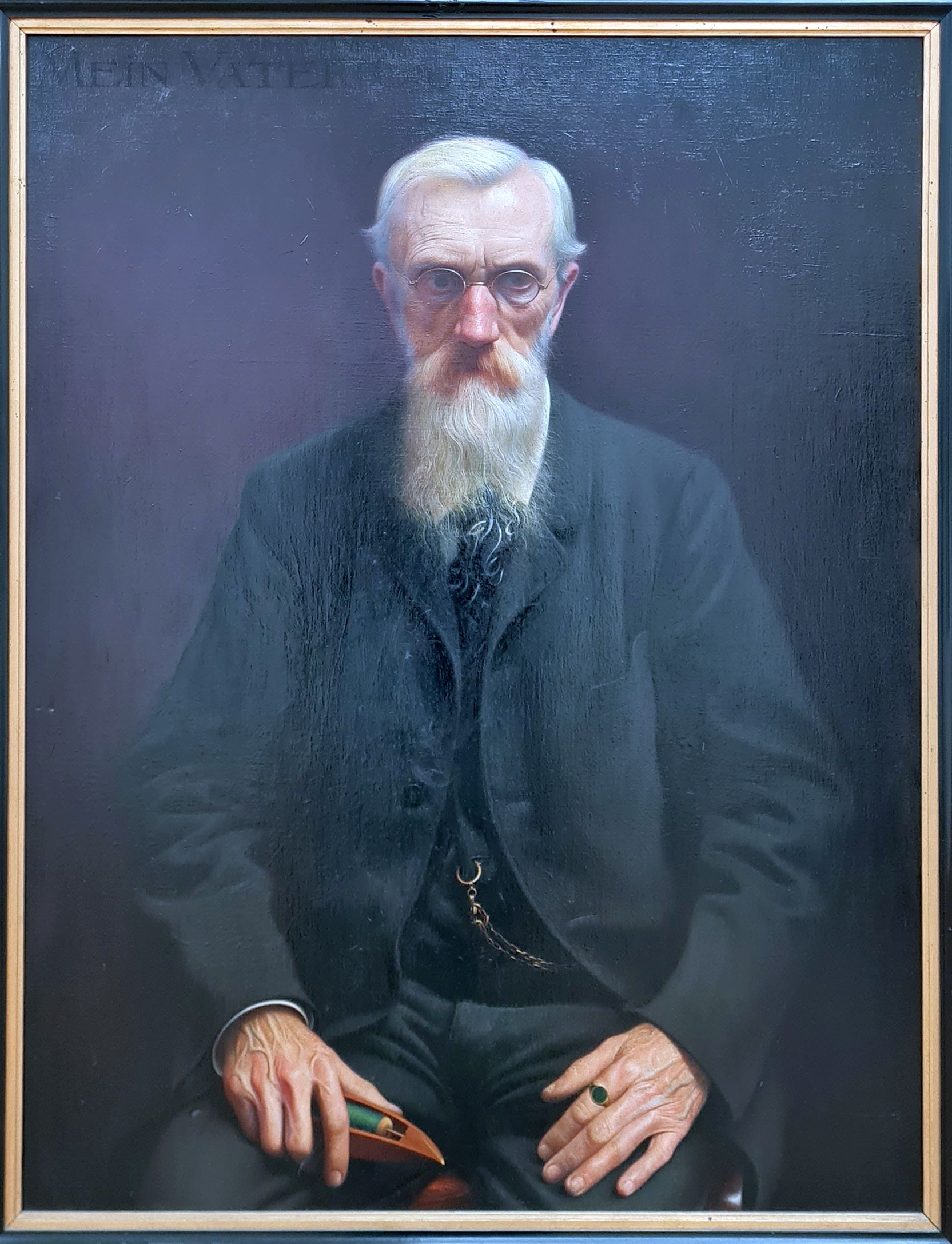
Richard Müller: Mein Vater (1908)

Richard Müller wurde als Sohn eines Webers geboren. Sein künstlerisches Talent war schon früh zu erkennen. Im Jahr 1888, im Alter von 14 Jahren, wurde er von dem Meißner Porzellanmaler H. Theil animiert, sich an der Malschule der Königlich-Sächsischen Porzellanmanufaktur Meißen zu bewerben, wo er sogleich angenommen wurde. Im Jahr 1890 ging Müller auf eigene Faust und ohne finanzielle Absicherung nach Dresden. Hier wurde er, obwohl er das vorgeschriebene Eintrittsalter noch nicht erreicht hatte, an der Kunstakademie aufgenommen. Seine Lehrer waren Leon Pohle, Ernst Moritz Geyger und Leonhard Gey. 1893 machte er sich als Maler in Dresden selbständig. Da er mittellos war, ging er täglich in das städtische Versorgungshaus, malte dort seine Studien und verdiente mit handwerklichen Arbeiten seinen Lebensunterhalt. Im Herbst 1894 stellte Müller erstmals Landschafts- und Tierstudien im Kunstsalon Ernst Arnold aus. 1895 begegnete er Max Klinger, der ihn animierte, sich mit den Radiertechniken zu befassen. 1896 war er bei Arnold auf der Ausstellung „Handzeichnungen deutscher Künstler“ vertreten und gewann für seine Radierung „Adam und Eva“ den mit 6000 Goldmark dotierten Großen Rompreis der Preußischen Akademie der Künste.
Er leistete seinen Militärdienst ab, der durch Vermittlung „hochgestellter Kunstfreunde“ auf ein Jahr verkürzt war. Nach einer Italienreise nahm er 1899 in Dresden an der Deutschen Kunstausstellung teil, wo er für sein Gemälde „Die barmherzige Schwester“ die große goldene Plakette erhielt. Im Jahr 1900 erhielt er, inzwischen in Dresden ebenso bekannt wie Klinger, eine Professur an der Akademie; seine Schüler waren unter anderem George Grosz, Richard Scheibe, Max Ackermann, Rudolf Schmidt-Dethloff, Erwin Bowien, Hermann Kohlmann, Horst Naumann, Max Hermann Mahlmann und Gerhard Augst. Richard Müller war Mitglied im Deutschen Künstlerbund. 1933 wurde er zum Rektor der Dresdner Kunstakademie ernannt und 1935 vom sächsischen Kultusminister Wilhelm Hartnacke aus dem Rektorat entlassen.
Richard Müller trat zum 1. Mai 1933 der NSDAP bei (Mitgliedsnummer 1.933.343). Er bestätigte als Rektor der Akademie 1933 die vom Reichskommissar von Killinger angestrengte Entlassung seines Kollegen Otto Dix, die im Frühjahr des Jahres erfolgte. Entgegen anderen Annahmen war Müller nicht aktiv an der Dresdner Ausstellung Entartete Kunst aus dem Jahr 1933 beteiligt. Im März 1935 wurde er aus der Partei ausgeschlossen.
Müller war in der Zeit des Nationalsozialismus als Kunstmaler hoch geschätzt. Er war 1937, 1938, 1939 und 1941 auf den Großen Deutschen Kunstausstellungen im Münchner Haus der Deutschen Kunst vertreten, darunter 1937 und 1939 mit einer Bleistiftzeichnung Adolf Hitlers Geburtshaus. 1938 erwarb Hitler dort zwei Zeichnungen, u. a. „Braunau 1937“. In der Endphase des Zweiten Weltkriegs nahm ihn Adolf Hitler im August 1944 in die Gottbegnadeten-Liste der wichtigsten Kunstmaler auf.

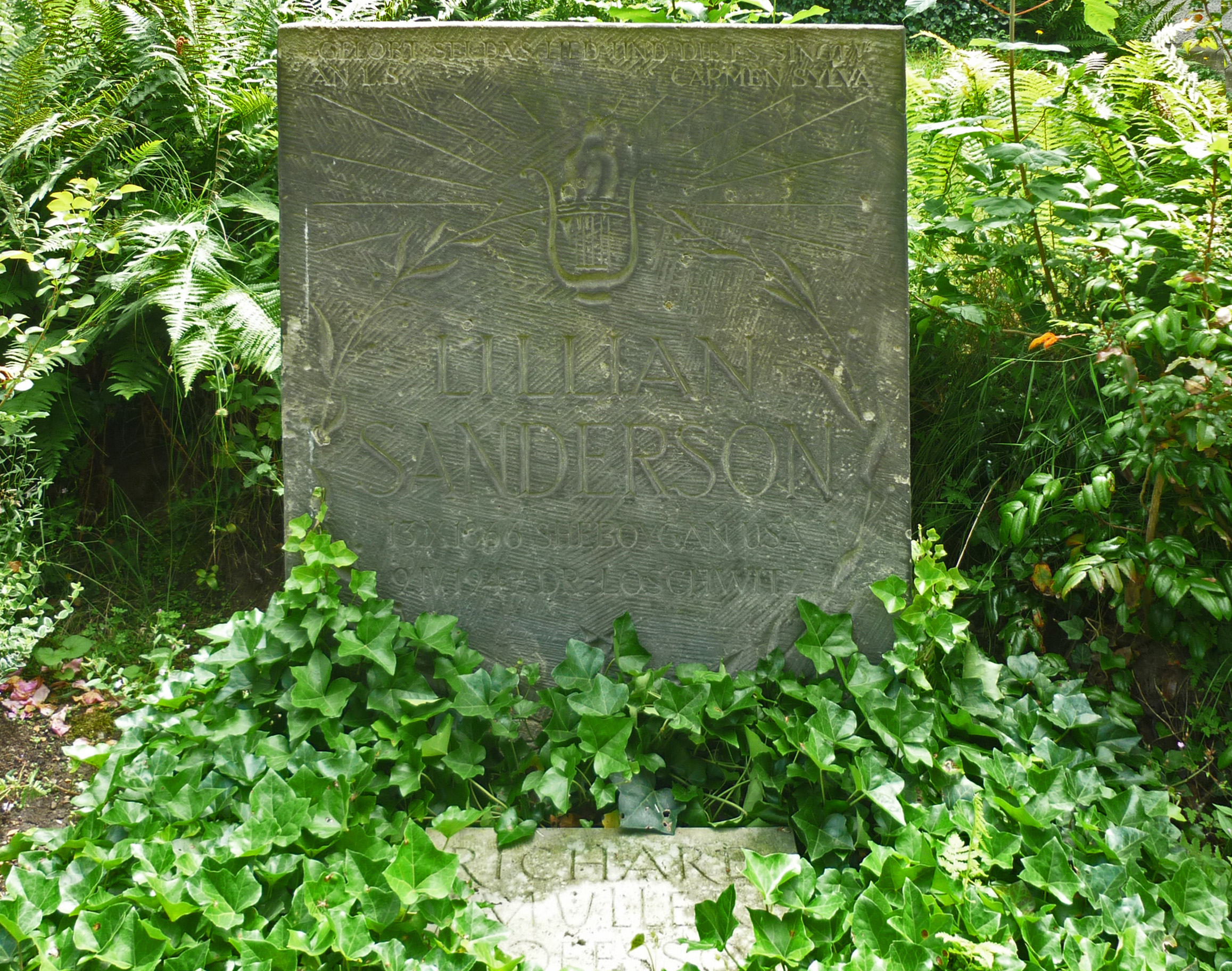
2014 wurde die relativ unscheinbare Grabplatte vor dem auffälligen Kunstwerk für seine Frau wieder freigelegt und restauriert.

Richard Müllers Grab befindet sich auf dem Loschwitzer Friedhof – gemeinsam mit dem seiner Frau Lillian Sanderson, einer um 1900 berühmten Sängerin.

## Werke (Auswahl)
- Adam und Eva, Radierung, 1896
- Alte Frau, 1908

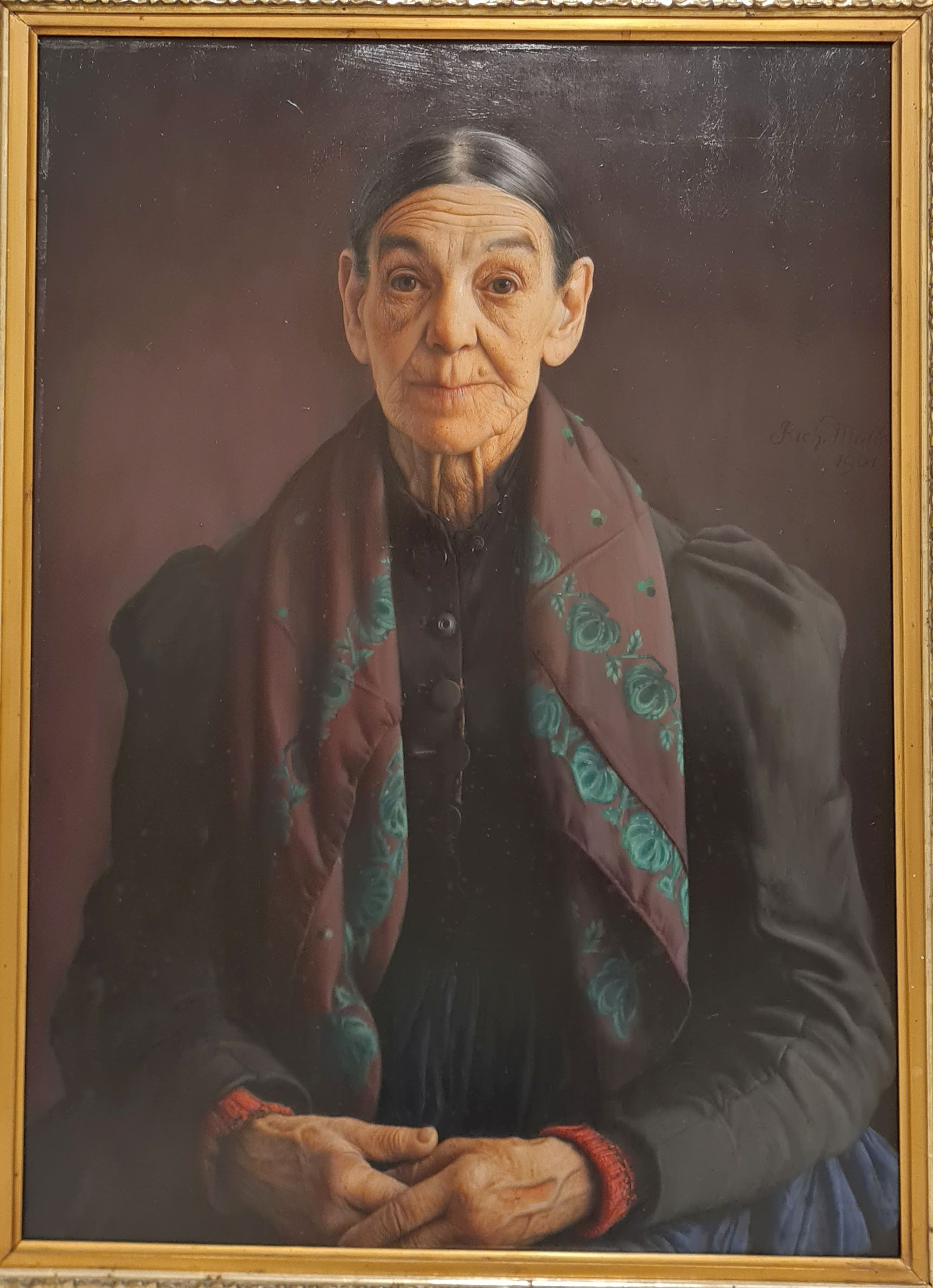
Richard Müller: Alte Frau (1905)

- Barmherzige Schwester, 1898/99, Öl auf Mahagoniholz, 128 cm × 91 cm, Galerie Neue Meister.[13] 1899 ausgezeichnet mit der großen goldenen Plakette s. o.
- Alpdrücken, 1903
- Bogenschütze, 1906
- Das junge Genie, 1906
- Nach beendetem Spiel, 1906
- Danae, 1908, Städtische Sammlungen Freital auf Schloss Burgk (Freital)
- Mein Vater, 1908, Öl auf Leinwand, Städtische Galerie Dresden, 1946 durch Tausch erworben vom Künstler
- Mäuschen, 1910
- Ein Wunder der Dressur, 1911
- Die Rivalen, 1911
- Mein Quick, 1912
- Der tote Christus, vor 1914
- Vorlesender Mönch, vor 1914
- Schicksal, 1920
- Selbstportrait, Radierung, 1921.
- Bogenschütze, 1922.
- Katze mit Wollknäuel, Öl auf Leinwand, 28 × 60,5 cm, Städel, Frankfurt am Main.
- Circe, 1933
- Schweinemarkt am Alten Turm (Öl auf Pappe, 59 × 36,5 cm, 1936; Berlinische Galerie)
- Zwei schwimmende Eisbären, 1937
- Japanische Tanzmäuse (Öl auf Holz, 32 × 40 cm, 1946; Berlinische Galerie)
- Kind mit Puppe, 1946
- Beethoven, 1951